# Uchar.h
uchar.h是C標準函数庫中的头文件，提供了对16位与32位Unicode字符的支持。   

## 宏
- __STDC_UTF_16__
- __STDC_UTF_32__

## 函数
- std::mbrtoc16   字符串从多字节字符集转换为16位Unicode字符集
- std::c16rtomb  字符串从16位Unicode字符集转换为多字节字符集
- std::mbrtoc32   字符串从多字节字符集转换为32位Unicode字符集
- std::c32rtomb  字符串从16位Unicode字符集转换为多字节字符集